# Heinrich Ernst von Leipziger
Johann Georg Heinrich Ernst von Leipziger (* 2. November 1718 in Wildenau; † 23. Mai 1790 in Glogau) war ein preußischer Generalmajor, Chef des Infanterieregiments Nr. 3 sowie Ritter des Ordens Pour le Mérite.

## Leben

### Herkunft
Heinrich Ernst entstammte dem alten meißnischen Adelsgeschlecht von Leipzig und war der Sohn von Hans Dietrich von Leipziger (* 1693; † 18. September 1741), Herr auf Wildenau und dessen Ehefrau Gertrude Elisabeth, geborene von Schlieben.

### Militärkarriere
Leipziger war ab 1733 Kadett im kursächsischen Kadettenkorps in Dresden. 1740 dimittierte er und trat im Jahr darauf am 16. Februar 1741 als Sekondeleutnant im Infanterieregiment „Camas“ Nr. 37 in preußische Dienste. Mit dem Regiment nahm Leipziger am Feldzug 1744/45 teil, machte die Belagerung von Prag mit und kämpfte bei Hohenfriedberg und Soor. Am 27. Juli 1747 wurde er Premierleutnant sowie am 12. September 1755 Kapitän und Kompaniechef.
Während des Siebenjährigen Krieges stand er wieder vor Prag und focht bei Kolin, Zorndorf und Torgau. Als Major wurde Leipziger am 5. Juni 1771 Kommandeur des Infanterieregiments „von Keller“ Nr. 37. In dieser Stellung folgten am 4. Juli 1772 die Beförderungen zum Oberstleutnant sowie am 20. Mai 1776 zum Oberst. Während des Bayerischen Erbfolgekriegs kämpfte er bei Schatzlar und erhielt dafür den Orden Pour le Mérite. Außerdem wurde Leipziger am 19. August 1779 Domherr von Minden. 1784 bekam er das Infanterieregiment „Anhalt-Bernburg“ Nr. 3 und am 20. Mai 1784 wurde er zum Generalmajor ernannt. 1786 war Leipziger wenige Monate außer Dienst, wurde dann aber durch König Friedrich Wilhelm II. wieder angestellt. Am 23. Mai 1788 dimittierte er schließlich mit einer jährlichen Pension von 1200 Talern. Er zog sich darauf nach Glogau zurück, wo er starb.

### Familie
Leipziger war seit 26. November 1751 mit Johanna Klara Hartmann († 15. Juli 1788 in Glogau) verheiratet. Aus der Ehe gingen folgende Kinder hervor:
- Ernst († 27. September 1833), preußischer Offizier
- Christiane August Elisabeth (* 18. März 1752 in Glogau)
- August Wilhelm (* 30. Oktober 1764 in Glogau; † 29. April 1829), Hauptmann a. D., zuletzt im Regiment von Wolfframsdorff, seit 1794 Generaladjutant des Generalfeldmarschalls von Möllendorf, 1797–1801 Staatsgefangener in der Festung Graudenz, war zuletzt Regierungsdirektor zu Bromberg und Schriftsteller. Er schrieb u. a. „vom Geist der National-Oekonomie und Staatswirthschaft, für National-Repräsentanten, Geschäftsmänner, und die, die es werden wollen“ (1813), „Ideal einer stehenden Armee im Geiste der Zeit“ (1808), „Dumourier im Jahre 1792: Ueberblick der politischen und militairischen Ereignisse dieser Zeit“ (1796) und einige Theaterstücke. Er war mit Marie Auguste von Wolfframsdorff verheiratet, der Tochter des Generalmajors Adam Heinrich von Wolfframsdorff, Kommandeur des Füselierregimentes Nr. 37. Nach ihrem Tod heiratete er Wilhelmine Friederike Sophie von Steinwehr.